# Divicó
Divicó (en llatí Divico) va ser un cap dels helvecis. Comandava el seu poble en la guerra Cimbria contra Luci Cassi l'any 107 aC i a la victòria de la batalla de Burdigala havien mort Luci Calpurni Pisó, avi del sogre de Cèsar.
L'any 58 aC Juli Cèsar, estava a punt de fer la guerra als helvecis perquè volien emigrar travessant territori romà, i van enviar una ambaixada encapçalada pel vell Divicó, però no va donar fruits i Cèsar els va atacar, derrotant-los a la batalla de l'Arar.
Cèsar elogia el seu coratge en el llibre sobre la guerra a les Gàl·lies.